# St. Georgen am Längsee
St. Georgen am Längsee é um município da Áustria localizado no distrito de St. Veit an der Glan, no estado de Caríntia.